# 146e méridien ouest
En géographie, le 146e méridien ouest est le méridien joignant les points de la surface de la Terre dont la longitude est égale à 146° ouest.

## Géographie

### Dimensions
Comme tous les autres méridiens, la longueur du 146e méridien correspond à une demi-circonférence terrestre, soit 20 003,932 km. Au niveau de l'équateur, il est distant du méridien de Greenwich de 16 253 km,.
Avec le 34e méridien est, il forme un grand cercle passant par les pôles géographiques terrestres.

### Régions traversées
En commençant par le pôle Nord et descendant vers le sud au pôle Sud, Le 146e méridien ouest passe par:
| Coordonnées           | Pays, territoire ou mer | Notes                                                                                    |
| --------------------- | ----------------------- | ---------------------------------------------------------------------------------------- |
| 90° 00′ N, 146° 00′ O | Océan Arctique          |                                                                                          |
| 72° 56′ N, 146° 00′ O | Mer de Beaufort         |                                                                                          |
| 70° 12′ N, 146° 00′ O | États-Unis              | Alaska — Île Flaxman, le continent et Île Hawkins                                        |
| 60° 30′ N, 146° 00′ O | Océan Pacifique         | Passe juste à l'est de l'Île Hinchinbrook, Alaska, États-Unis (à 60° 24′ N, 146° 04′ O)  |
| 14° 23′ S, 146° 00′ O | Polynésie française     | Atoll Manihi                                                                             |
| 14° 27′ S, 146° 00′ O | Océan Pacifique         | Passe juste à l'est de l'atoll Apataki, Polynésie française (à 15° 20′ S, 146° 11′ O)    |
| 15° 48′ S, 146° 00′ O | Polynésie française     | Atoll Toau                                                                               |
| 16° 00′ S, 146° 00′ O | Océan Pacifique         | Passe juste à l'ouest de l'atoll Fakarava, Polynésie française (à 16° 08′ S, 145° 49′ O) |
| 60° 00′ S, 146° 00′ O | Océan Austral           |                                                                                          |
| 75° 38′ S, 146° 00′ O | Antarctique             | Liste des territoires non revendiqués                                                    |